# Lyrical Ballads

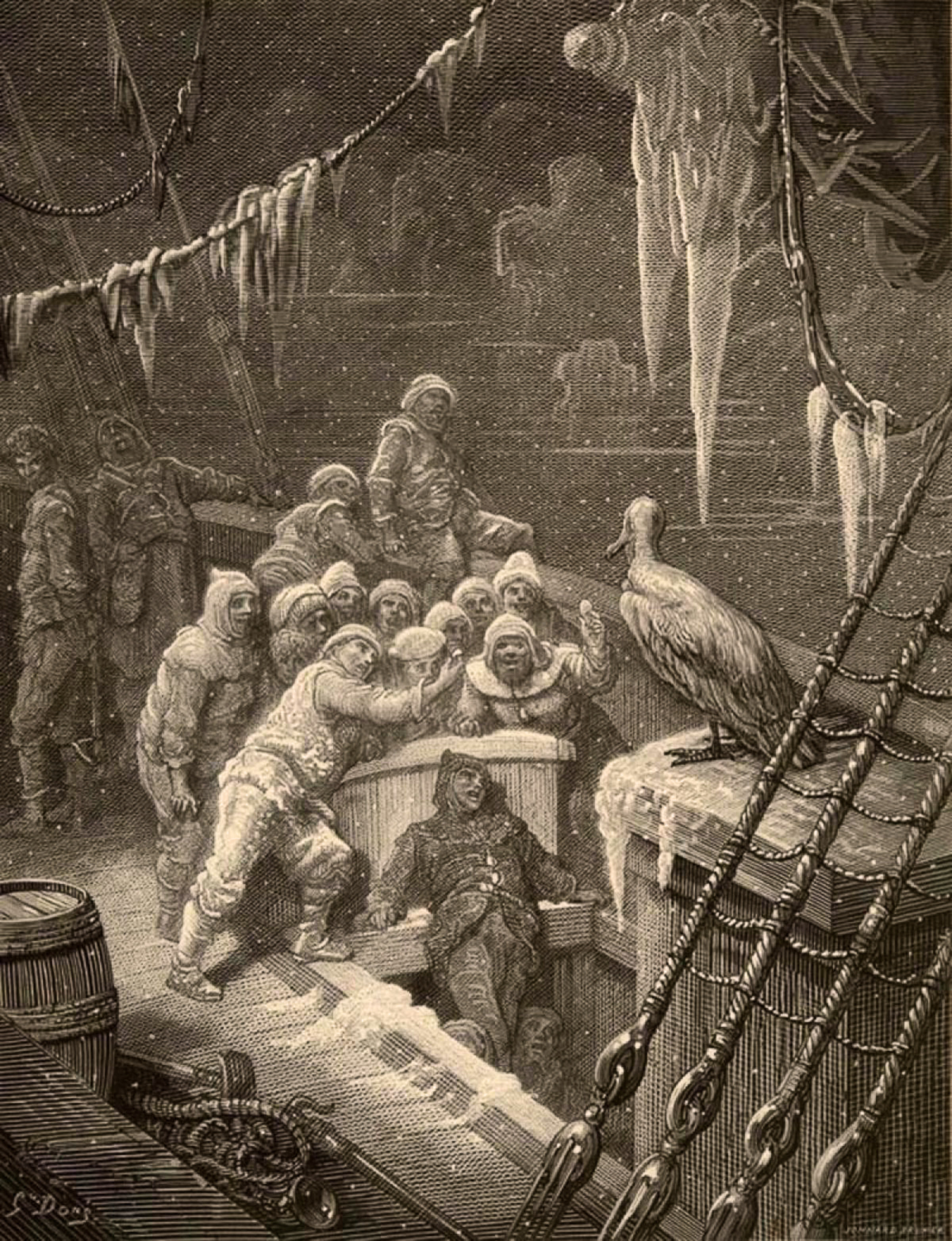
"The Rime of the Ancient Mariner" illustrerad av Gustave Doré.

Lyrical Ballads, with a Few Other Poems är en samling dikter av William Wordsworth och Samuel Taylor Coleridge som först publicerades 1798. Publiceringen av detta verk blev startpunkten till vad som inom engelsk litteraturhistoria kallas den första romantiska skolan. 
Wordsworth och Coleridge bodde före publiceringen av verket tillsammans med Wordsworths syster Dorothy i Racedown i Dorset. Wordsworth var en djupt allvarlig, men något jordbunden natur, som ännu kvarstod på 1700-talets materialistiskt rationalistiska ståndpunkt. Coleridge var till sin läggning skarpt kritisk, smidig och mångbeläst och särskilt intresserad av metafysiska studier. Han kände redan något till tysk filosofi och litteratur, och hans samtal med Wordsworth rörde sig om Platon och nyplatonismen, om George Berkeleys idealism och Baruch Spinozas panteism – idéer, som verkade väckande på Wordsworth. De beslöt att tillsammans utge en samling dikter, som dels skulle behandla romantiska ämnen, men framställda på ett trovärdigt sätt, dels skildringar ur vardagslivet, återgivna med enkel naturlighet. På detta sätt uppstod Lyrical Ballads, där Coleridge med "The Rime of the Ancient Mariner" representerar det underbara, Wordsworth med de övriga styckena naturbeskrivningen ("Tintern Abbey") och genren ("Goody Blake", "Simon Lee"). Samlingen inleddes av ett företal som innehöll de båda skaldernas program, vilket i utvidgad form återfinns i andra upplagan (1800) och som proklamerar att det gällde att göra slut på det konstlade och bombastiska i den föregående tidens verskonst och att välja vardagligare ämnen. Samlingen mottogs i början kyligt, men nya upplagor blev hastigt nödvändiga. Diktsamlingen utgör inledningen till den romantiska rörelsen i England under 1800-talet.